# Aroana
Aroana là một chi bướm đêm thuộc họ Erebidae.

## Các loài
- Aroana baliensis Hampson, 1918
- Aroana cingalensis Walker, [1866]
- Aroana hemicyclophora Turner, 1944
- Aroana ochreistriga Bethune-Baker, 1906
- Aroana olivacea Bethune-Baker, 1906
- Aroana porphyria Hampson, 1918
- Aroana rubra Bethune-Baker, 1906